# Blokken
Blokken var et af DR Ungs sats på ungdoms TV.
Programmet handlede om, at unge kunne sende programmet en e-mail med en spam-film de havde fået i deres indbakke, og få den vist i TV. Blokken skiftede i 2006 navn til SPAM, med samme indhold. Værten hedder Chris.
| Fjernsyn | Spire Denne artikel om et tv-program er en spire som bør udbygges. Du er velkommen til at hjælpe Wikipedia ved at udvide den. |